# Cantina Wader
Cantina Wader (Weingut Wader) è una serie televisiva  tedesca prodotta da U5 Filmproduktion e ARD Degeto Film e trasmessa dal 2018 al 2019 dall'emittente ARD 1 (Das Erste). Interpreti principali sono Henriette Richter-Röhl, Leslie Malton, Maximilian von Pufendorf, Caroline Hartig e Jürgen Heinrich.
La serie si compone di 4 episodi della durata di circa 90 minuti ciascuno: il primo episodio, intitolato Die Erbschaft venne trasmesso in prima visione Germania il 2 novembre 2018; l'ultimo, intitolato Neue Wege, venne trasmesso in prima visione il 29 novembre 2019. In Italia la serie è stata trasmessa in prima visione da Canale 5 dal 22 giugno a 13 luglio 2020.

## Trama
Dopo l'improvvisa morte del proprietario, il destino della cantina vinicola Wader è in mano ai figli: le redini dell'azienda vengono prese da Anne Wader, ma la mancanza della firma nel testamento mette i fratelli Wader gli uni contro gli altri.

## Personaggi e interpreti
- Anne Wader, interpretata da Henriette Richter-Röhl (ep. 1-4): è la nuova direttrice della cantina vinicola Wader[1][2][3][5]
- Käthe Wader, interpretata da Leslie Malton (ep. 1-4)[1][2][3][8]
- Mattias Wader, interpretato da Max von Pufendorf (ep. 1-4)[1][2][3]
- Tori Wader, interpretata da Caroline Hartig (ep. 1-4)[1][2][3]

## Produzione
La serie è stata girata lungo la Deutsche Weinstraße. Nello scenario compare spesso anche una veduta del castello di Hambach.

## Episodi
| Nr | Titolo originale            | Titolo italiano     | Prima TV Germania | Prima TV Italia |  |
| -- | --------------------------- | ------------------- | ----------------- | --------------- |  |
| 1  | Die Erbschaft               | L'eredità           | 18 aprile 2018    | 22 giugno 2020  |  |
| 2  | Das Familiengeheimnis       | Segreto di famiglia | 9 novembre 2018   | 29 giugno 2020  |  |
| 3  | Nur zusammen sind wir stark | Passione e coraggio | 22 novembre 2019  | 6 luglio 2020   |  |
| 4  | Neue Wege                   | Il nuovo cammino    | 29 novembre 2019  | 13 luglio 2020  |  |